# Étoile de Bessèges 2024
54. ročník etapového cyklistického závodu Étoile de Bessèges – Tour du Gard se konal mezi 31. lednem a 4. únorem 2024 ve francouzském departementu Gard. Celkovým vítězem se stal Dán Mads Pedersen z týmu Lidl–Trek. Na druhém a třetím místě se umístili Francouz Kévin Vauquelin (Arkéa–B&B Hotels) a Ital Alberto Bettiol (EF Education–EasyPost). Závod byl součástí UCI Europe Tour 2024 na úrovni 2.1.

## Týmy
Závodu se zúčastnilo 7 z 18 UCI WorldTeamů, 8 UCI ProTeamů a 4 UCI Continental týmy. Všechny týmy nastoupily na start se sedmi závodníky kromě týmu Cofidis s šesti jezdci, závod tak odstartovalo 133 jezdců. Do cíle v Alès dojelo 124 z nich.
UCI WorldTeamy
- Alpecin–Deceuninck
- Arkéa–B&B Hotels
- Cofidis
- Decathlon–AG2R La Mondiale
- EF Education–EasyPost
- Groupama–FDJ
- Lidl–Trek

UCI ProTeamy
- Bingoal WB
- Equipo Kern Pharma
- Lotto–Dstny
- Team Corratec–Vini Fantini
- Team Flanders–Baloise
- Team TotalEnergies
- Tudor Pro Cycling Team
- Uno-X Mobility

UCI Continental týmy
- CIC U Nantes Atlantique
- Nice Métropole Côte d'Azur
- St. Michel–Mavic–Auber93
- Van Rysel–Roubaix

## Trasa a etapy
| Etapa         | Datum         | Trasa                               | Vzdálenost | Typ       | Typ                  | Vítěz                 |
| ------------- | ------------- | ----------------------------------- | ---------- | --------- | -------------------- | --------------------- |
| 1             | 1. února      | Bellegarde – Bellegarde             | 160,6 km   |           | Zvlněná etapa        | Zrušeno               |
| 2             | 2. února      | Marguerittes – Rousson              | 163,58 km  |           | Zvlněná etapa        | Axel Laurance (FRA)   |
| 3             | 3. února      | Bessèges – Bessèges                 | 161,11 km  |           | Zvlněná etapa        | Mads Pedersen (DEN)   |
| 4             | 4. února      | Méjannes-le-Clap – Méjannes-le-Clap | 158,48 km  |           | Zvlněná etapa        | Samuel Leroux (FRA)   |
| 5             | 5. února      | Alès – Alès                         | 10,65 km   |           | Individuální časovka | Kévin Vauquelin (FRA) |
| Celková délka | Celková délka | Celková délka                       | 654,42 km  | 654,42 km | 654,42 km            | 654,42 km             |

## Průběžné pořadí
| Etapa          | Vítěz           | Celkové pořadí | Bodovací soutěž | Vrchařská soutěž | Soutěž mladých jezdců | Soutěž týmů                |
| -------------- | --------------- | -------------- | --------------- | ---------------- | --------------------- | -------------------------- |
| 1              | Zrušeno         | Zrušeno        | Zrušeno         | Zrušeno          | Zrušeno               | Zrušeno                    |
| 2              | Axel Laurance   | Axel Laurance  | Axel Laurance   | Jean-Louis Le Ny | Axel Laurance         | Groupama–FDJ               |
| 3              | Mads Pedersen   | Mads Pedersen  | Mads Pedersen   | Jonas Abrahamsen | Axel Laurance         | Groupama–FDJ               |
| 4              | Samuel Leroux   | Mads Pedersen  | Mads Pedersen   | Jonas Abrahamsen | Axel Laurance         | Decathlon–AG2R La Mondiale |
| 5              | Kévin Vauquelin | Mads Pedersen  | Mads Pedersen   | Jonas Abrahamsen | Kévin Vauquelin       | Decathlon–AG2R La Mondiale |
| Konečné pořadí | Konečné pořadí  | Mads Pedersen  | Mads Pedersen   | Jonas Abrahamsen | Kévin Vauquelin       | Decathlon–AG2R La Mondiale |

- Ve 3. etapě nosil Mads Pedersen, jenž byl druhý v bodovací soutěži, žlutý dres, protože lídr této klasifikace Axel Laurance nosil oranžový dres lídra celkového pořadí.
- Ve 3. etapě nosil Kévin Vauquelin, jenž byl druhý v soutěži mladých jezdců, bílý dres, protože lídr této klasifikace Axel Laurance nosil oranžový dres lídra celkového pořadí.
- Ve 4. etapě nosil Benoît Cosnefroy, jenž byl třetí v bodovací soutěži, žlutý dres, protože lídr této klasifikace Mads Pedersen nosil oranžový dres lídra celkového pořadí a druhý závodník této klasifikace Axel Laurance nosil bílý dres lídra soutěže mladých jezdců.
- V 5. etapě nosil Samuel Leroux, jenž byl třetí v bodovací soutěži, žlutý dres, protože lídr této klasifikace Mads Pedersen nosil oranžový dres lídra celkového pořadí a druhý závodník této klasifikace Axel Laurance nosil bílý dres lídra soutěže mladých jezdců.

## Konečné pořadí
| Legenda | Legenda                         | Legenda | Legenda                               |
| ------- | ------------------------------- | ------- | ------------------------------------- |
|         | Označuje lídra celkového pořadí |         | Označuje lídra vrchařské soutěže      |
|         | Označuje lídra bodovací soutěže |         | Označuje lídra soutěže mladých jezdců |

### Celkové pořadí
| Pořadí | Jezdec                       | Tým                        | Čas         |
| ------ | ---------------------------- | -------------------------- | ----------- |
| 1      | Mads Pedersen (DEN)          | Lidl–Trek                  | 11h 24' 34" |
| 2      | Kévin Vauquelin (FRA)        | Arkéa–B&B Hotels           | + 2"        |
| 3      | Alberto Bettiol (ITA)        | EF Education–EasyPost      | + 32"       |
| 4      | Ben Healy (IRL)              | EF Education–EasyPost      | + 43"       |
| 5      | Rémy Rochas (FRA)            | Groupama–FDJ               | + 51"       |
| 6      | Aurélien Paret-Peintre (FRA) | Decathlon–AG2R La Mondiale | + 51"       |
| 7      | Alex Baudin (FRA)            | Decathlon–AG2R La Mondiale | + 54"       |
| 8      | Jenno Berckmoes (BEL)        | Lotto–Dstny                | + 56"       |
| 9      | Brent Van Moer (BEL)         | Lotto–Dstny                | + 58"       |
| 10     | Kevin Geniets (LUX)          | Groupama–FDJ               | + 59"       |

### Bodovací soutěž
| Pořadí | Jezdec                 | Tým                        | Body |
| ------ | ---------------------- | -------------------------- | ---- |
| 1      | Mads Pedersen (DEN)    | Lidl–Trek                  | 72   |
| 2      | Kévin Vauquelin (FRA)  | Arkéa–B&B Hotels           | 42   |
| 3      | Axel Laurance (FRA)    | Alpecin–Deceuninck         | 37   |
| 4      | Samuel Leroux (FRA)    | Van Rysel–Roubaix          | 35   |
| 5      | Alberto Bettiol (ITA)  | EF Education–EasyPost      | 30   |
| 6      | Stefan Bissegger (SUI) | EF Education–EasyPost      | 29   |
| 7      | Rasmus Tiller (NOR)    | Uno-X Mobility             | 24   |
| 8      | Jenno Berckmoes (BEL)  | Lotto–Dstny                | 21   |
| 9      | Benoît Cosnefroy (FRA) | Decathlon–AG2R La Mondiale | 21   |
| 10     | Milan Menten (BEL)     | Lotto–Dstny                | 20   |

### Vrchařská soutěž
| Pořadí | Jezdec                    | Tým                        | Čas |
| ------ | ------------------------- | -------------------------- | --- |
| 1      | Jonas Abrahamsen (NOR)    | Uno-X Mobility             | 42  |
| 2      | Jean-Louis Le Ny (FRA)    | Nice Métropole Côte d'Azur | 16  |
| 3      | Alexis Gougeard (FRA)     | Cofidis                    | 14  |
| 4      | Simon Carr (GBR)          | EF Education–EasyPost      | 14  |
| 5      | Dries De Bondt (BEL)      | Decathlon–AG2R La Mondiale | 12  |
| 6      | Mads Pedersen (DEN)       | Lidl–Trek                  | 12  |
| 7      | Maximilien Juillard (FRA) | Van Rysel–Roubaix          | 12  |
| 8      | Théo Delacroix (FRA)      | St. Michel–Mavic–Auber93   | 12  |
| 9      | Thomas Gachignard (FRA)   | Team TotalEnergies         | 10  |
| 10     | Samuel Leroux (FRA)       | Van Rysel–Roubaix          | 8   |

### Soutěž mladých jezdců
| Pořadí | Jezdec                    | Tým                        | Čas         |
| ------ | ------------------------- | -------------------------- | ----------- |
| 1      | Kévin Vauquelin (FRA)     | Arkéa–B&B Hotels           | 11h 24' 36" |
| 2      | Alex Baudin (FRA)         | Decathlon–AG2R La Mondiale | + 52"       |
| 3      | Jenno Berckmoes (BEL)     | Lotto–Dstny                | + 54"       |
| 4      | Axel Laurance (FRA)       | Alpecin–Deceuninck         | + 1' 01"    |
| 5      | Alec Segaert (BEL)        | Lotto–Dstny                | + 1' 29"    |
| 6      | Andrij Ponomar (UKR)      | Team Corratec–Selle Italia | + 2' 21"    |
| 7      | Giacomo Villa (ITA)       | Bingoal WB                 | + 3' 54"    |
| 8      | Pierre Henry Basset (FRA) | CIC U Nantes Atlantique    | + 4' 29"    |
| 9      | Marco Brenner (GER)       | Tudor Pro Cycling Team     | + 4' 38"    |
| 10     | Lukas Nerurkar (GBR)      | EF Education–EasyPost      | + 5' 08"    |

### Soutěž týmů
| Pořadí | Tým                        | Čas         |
| ------ | -------------------------- | ----------- |
| 1      | Decathlon–AG2R La Mondiale | 34h 16' 26" |
| 2      | Groupama–FDJ               | + 24"       |
| 3      | Lotto–Dstny                | + 41"       |
| 4      | EF Education–EasyPost      | + 53"       |
| 5      | Cofidis                    | + 1' 55"    |
| 6      | Uno-X Mobility             | + 1' 57"    |
| 7      | Team TotalEnergies         | + 3' 12"    |
| 8      | St. Michel–Mavic–Auber93   | + 3' 15"    |
| 9      | Tudor Pro Cycling Team     | + 3' 21"    |
| 10     | Equipo Kern Pharma         | + 3' 29"    |